# Tournoi de tennis de Jacksonville
Le tournoi de Jacksonville (Floride, États-Unis) est un tournoi de tennis professionnel masculin du circuit USLTA Indoor.
Il a été organisé en 1972 sur surface dure en salle.

## Palmarès messieurs

### Simple
| No | Date       | Nom et lieu du tournoi                          | Catégorie | Dotation | Surface    | Vainqueur     | Finaliste      | Score    |  |
| -- | ---------- | ----------------------------------------------- | --------- | -------- | ---------- | ------------- | -------------- | -------- |  |
| 1  | 16-01-1972 | Jacksonville International Indoor, Jacksonville |           | NC $     | Dur (int.) | Jimmy Connors | Clark Graebner | 7-5, 6-4 |  |